# 魔法少女ララベル 歌とお話し
『魔法少女ララベル　歌とお話し』（まほうしょうじょララベル うたとおはなし）は、1980年7月に発売された、テレビアニメ『魔法少女ララベル』のサウンドトラックアルバム。曲間に、ララベル（堀江美都子）、ビスカス（田中崇＝現：銀河万丈）の「お話し」が収録されている。コンテンツ上は往年のソノシート、後のコロちゃんパックの流れをくんでいる。
- 本アルバムに参加している作曲家のいずみたくは、往年の東映アニメの音楽制作として多数参加しているが、東映魔法少女アニメの音楽制作での起用は、本作が唯一の作品である。[2]

## 収録曲
A面
1. ハローララベル（作詞：伊藤アキラ 作曲：いずみたく 編曲：親泊正昇 歌：堀江美都子、コロムビアゆりかご会）
オープニングテーマ。
2. 愛の魔法（作詞：武鹿悦子 作曲：渡辺岳夫 編曲：いちひさし 歌：堀江美都子、ザ・チャープス）
3. 私の日記帳（作詞：碓氷夕焼[3] 作曲：渡辺岳夫 編曲：久石譲 歌：堀江美都子、ザ・チャープス）
4. ビバ! ビスカス（作詞：碓氷夕焼 作曲：渡辺岳夫 編曲：いちひさし 歌：田中崇、コロムビアゆりかご会）
本編第31話「世界で一番の魔法使い」、第33話「秘密放送局からこんばんわ」で使用。[4]
5. あなたへ（作詞：武鹿悦子 作曲：いずみたく 編曲：親泊正昇 歌：堀江美都子）

B面
1. ララベルマーチ（作詞：伊藤アキラ 作曲/編曲：武市昌久 歌：堀江美都子、コロムビアゆりかご会）
本編第31話で使用。[4]
2. マイビューティフルタウン（作詞：伊藤アキラ 作曲：渡辺岳夫 編曲：久石譲 歌：堀江美都子、コロムビアゆりかご会）
本編第33話で使用。[4]
3. 咲花小学校スクールソング（作詞：伊藤アキラ 作曲：いずみたく 編曲：親泊正昇 歌：堀江美都子、コロムビアゆりかご会）
4. おなじ星のともだち（作詞：武鹿悦子 作曲/編曲：武市昌久 歌：堀江美都子、こおろぎ'73、コロムビアゆりかご会）
5. 魔法少女ララベル（作詞：伊藤アキラ 作曲：いずみたく 編曲：親泊正昇 歌：堀江美都子、コロムビアゆりかご会
エンディングテーマ。